# Pseudaletia tseki
Pseudaletia tseki là một loài bướm đêm trong họ Noctuidae.